# Paraprasina discolor
Paraprasina discolor är en fjärilsart som beskrevs av W. Warren 1897. Paraprasina discolor ingår i släktet Paraprasina och familjen mätare. Inga underarter finns listade i Catalogue of Life.

## Bildgalleri

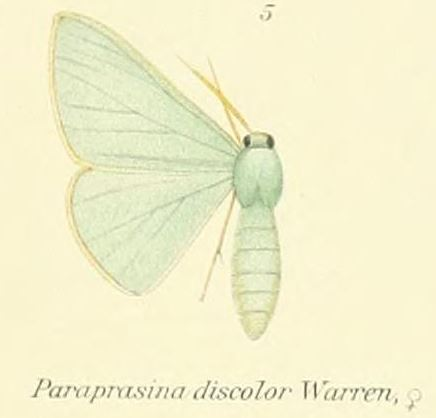